# Jacques Majerus
Jacques Majerus (* 28. März 1916 in Wiltz; † 18. Januar 1972 in Arosa, Schweiz) war ein luxemburgischer Radrennfahrer und nationaler Meister im Radsport.

## Sportliche Laufbahn
Majerus war Straßenradsportler und Teilnehmer der Olympischen Sommerspiele 1936 in Berlin. Im olympischen Straßenrennen wurde er auf dem 15. Rang klassiert. In der Mannschaftswertung kam Luxemburg mit Franz Neuens, Jacques Majerus, Paul Frantz und Rudy Houtsch nicht in die Wertung.
1939 siegte er in der nationalen Meisterschaft im Straßenrennen der Unabhängigen. 1943 gewann er den Grand Prix de Pétange, 1944 Rund um Luxemburg und 1946 den Grand Prix de la Libération von Luxemburg. Bei den Straßenradsport-Weltmeisterschaften der Amateure 1935 wurde er als 15. bester Luxemburger, 1936 wurde er 15. Er startete für den Verein VC La Pedale 07 Schifflange.

## Familiäres
Er war der Bruder von Jean Majerus und Schwiegervater von Edy Schütz.